# Uzazi
Uzazi (Zanthoxylum gilletii) är en växtart i släktet Zanthoxylum och familjen vinruteväxter. Den beskrevs av Émile Auguste Joseph De Wildeman som Fagara gilletii, och fick sitt nu gällande namn av Alma May Waterman.
Arten är ett träd som återfinns i tropiska Afrika. Dess frukter används som krydda.